# ロドニー・ロバート・ポーター
ロドニー・ロバート・ポーター（Rodney Robert Porter、1917年10月8日 - 1985年9月6日）は、イギリスの生化学者。

## 生涯
ロドニー・ロバート・ポーターはイングランドのランカシャー、セント・ヘレンズ（現在はマージーサイドに属す）の町に生まれ、1939年にリバプール大学より生化学の学士号を、1948年にケンブリッジ大学より博士号を取得した。
1949年から1960年までの11年間、国立医学研究所で働き、その後ロンドン大学のセントメアリーズ病院に移って免疫学の教授になった。1964年王立協会フェロー選出。1967年にはオックスフォード大学の生化学の教授になった。
抗体の正確な化学構造を明らかにした研究により、ポーターはジェラルド・モーリス・エデルマンとともに1972年度のノーベル生理学・医学賞を受賞した。彼はパパインと呼ばれる酵素を用いて免疫グロブリンを小片に分割し、研究しやすくした。また、血液中の免疫グロブリンが細胞表面とどう反応するかも明らかにした。
ハンプシャーのウィンチェスターで交通事故に遭い、妻と5人の子供を残してこの世を去った。

## 受賞歴
- 1966年 ガードナー国際賞
- 1968年 カール・ラントシュタイナー記念賞
- 1972年 ノーベル生理学・医学賞
- 1973年 ロイヤル・メダル
- 1980年 クルーニアン・メダル
- 1983年 コプリ・メダル